# Quân đoàn 4, Quân đội nhân dân Việt Nam
Quân đoàn 4, còn gọi là Binh đoàn Cửu Long, là một trong bốn quân đoàn cơ động của Quân đội nhân dân Việt Nam trước đây. Quân đoàn thành lập tháng 7 năm 1974 và giải thể tháng 12 năm 2024. Quân đoàn 4 cùng Quân đoàn 3 được tổ chức lại thành Quân đoàn 34. Trước đó, một số đơn vị của Quân đoàn 4 được chuyển về Quân khu 7 và các bộ tư lệnh binh chủng.

## Lịch sử
Tiền thân của đơn vị là lực lượng "đoàn 301" ở Campuchia năm 1971 bao gồm 3 sư đoàn 5, 7, 9 chủ yếu huấn luyện bộ đội người Việt và đào tạo cả những du kích Campuchia. Đoàn quân này trước đó đã chống cự với Quân lực Việt Nam Cộng hòa (và cả quân đội Hoa Kỳ) ở quy mô nhiều sư đoàn.
Quân đoàn 4 thành lập năm 1974, địa điểm thành lập tại khu vực Suối Bà Chiêm sau khi đơn vị giải phóng chi khu Đồng Xoài rút về. Trong chiến dịch giải phóng chi khu Đồng Xoài lần đầu tiên lực lượng pháo binh của quân đoàn hoạt động cùng với các sư đoàn trụ cột 5, 7, 9. Sau chiến dịch Đường 14 – Phước Long, đơn vị giải phóng tỉnh Phước Long (tháng 1 năm 1975), cùng lực lượng vũ trang địa phương giải phóng Dầu Tiếng, Chơn Thành, Định Quán. Trong lúc củng cố quân, đơn vị tách làm 2 để bao vây Sài Gòn theo 2 hướng Đông – Tây.
Lần lượt sư đoàn 5 và 9 dời sang miền tây, cùng sư đoàn Phước Long và sư 8 tạo thành đoàn 232 (Binh Đoàn Cửu Long). Sư đoàn 7 và bộ chỉ huy dời sang hướng đông, phối thuộc sư đoàn 6 và sư 341 đánh Xuân Lộc. Sau khi đánh Lâm Đồng, Xuân Lộc; giải phóng Biên Hòa, đánh chiếm Biệt khu Thủ Đô và một số mục tiêu quan trọng ở nội thành Sài Gòn (trong chiến dịch Hồ Chí Minh). Sau ngày 30/4, đơn vị làm nhiệm vụ quân quản thành phố Sài Gòn – Gia Định.
Năm 1978, quân đoàn 4 có 3 sư đoàn chủ lực: 7, 9, 302 chiến đấu bảo vệ biên giới Tây Nam và đánh Khmer đỏ ở Campuchia (1977–1979). Sau giai đoạn này, được phong tặng danh hiệu "Bức tường thép miền đông nam bộ".
Năm 2024, thực hiện chủ trương xây dựng quân đội "tinh, gọn, mạnh" của Đảng Cộng sản Việt Nam và Bộ Quốc phòng Việt Nam, một số đơn vị của Quân đoàn 4 đã được chuyển về Quân khu 7 trong khi các đơn vị còn lại nhập với Quân đoàn 3 thành Quân đoàn 34.

## Tổ chức Đảng

### Tổ chức chung
Từ năm 2006 thực hiện chế độ Chính ủy, Chính trị viên trong Quân đội. Tổ chức Đảng bộ trong Quân đoàn 4 theo phân cấp như sau:
- Đảng bộ Quân đoàn 4 là cao nhất.
- Đảng bộ Bộ Tham mưu, Cục Chính trị, Cục Hậu cần, Cục Kỹ thuật, các Sư đoàn, Lữ đoàn và các đơn vị tương đương khác.
- Đảng bộ các đơn vị cơ sở trực thuộc các Cục, Sư đoàn (tương đương cấp Tiểu đoàn và Trung đoàn)
- Chi bộ các cơ quan đơn vị trực thuộc các đơn vị cơ sở (tương đương cấp Đại đội)

### Thành phần
Về thành phần của Đảng ủy Quân đoàn 4 thường bao gồm như sau:
1. Bí thư: Chính ủy Quân đoàn 4
2. Phó Bí thư: Tư lệnh Quân đoàn 4

Ban Thường vụ
1. Ủy viên Thường vụ: Phó Tư lệnh kiêm Tham mưu trưởng
2. Ủy viên Thường vụ: Phó Chính Uỷ
3. Ủy viên Thường vụ: Chủ nhiệm chính trị

Ban Chấp hành Đảng bộ
1. Đảng ủy viên: Phó Tư lệnh
2. Đảng ủy viên: Phó Tư lệnh
3. Đảng ủy viên: Phó chủ nhiệm chính trị
4. Đảng ủy viên: Phó Tham mưu trưởng
5. Đảng ủy viên: Phó chủ nhiệm TT UBKTDU Quân Đoàn
6. Đảng ủy viên: Hiệu Trưởng Trường Quân Sự Quân Đoàn
7. Đảng ủy viên: Sư đoàn trưởng hoặc Chính ủy 309
8. Đảng ủy viên: Sư đoàn trưởng hoặc Chính ủy Sư đoàn 7
9. Đảng ủy viên: Sư đoàn trưởng hoặc Chính ủy Sư đoàn 9
10. Đảng ủy viên: Cục trưởng Cục Hậu cần
11. Đảng ủy viên: Cục trưởng Cục Kỹ thuật
12. Đảng ủy viên: Chánh Văn Phòng BTL Quân Đoàn

## Tổ chức chính quyền

### Cơ quan trực thuộc
- Văn phòng
- Thanh tra
- Phòng Tài chính
- Phòng Khoa học Quân sự
- Phòng Thông tin Khoa học quân sự
- Phòng Điều tra hình sự
- Phòng Cứu hộ cứu nạn
- Phòng Kinh tế
- Bộ Tham mưu
- Cục Chính trị
- Cục Hậu cần
- Cục Kỹ thuật

### Đơn vị trực thuộc Quân đoàn
- Sư đoàn bộ binh 309
- Sư đoàn bộ binh 7
- Sư đoàn Bộ binh 9[4]
- Lữ đoàn Pháo binh 434[5]
- Lữ đoàn Phòng không 71[6][7]
- Lữ đoàn công binh 550
- Lữ đoàn tăng - thiết giáp 22
- Trường Quân sự Quân đoàn 34
- Bệnh viện quân y 4

Các Sư đoàn 7 và 309 cùng Lữ đoàn công binh 550 (trừ tiểu đoàn công binh vượt sông) từ tháng 12 năm 2024 được chuyển về Quân khu 7; lữ đoàn 22 được chuyển về Bộ Tư lệnh binh chủng tăng - thiết giáp; tiểu đoàn công binh vượt sông của lữ đoàn 550 được chuyển về Bộ Tư lệnh binh chủng công binh; các đơn vị còn lại chuyển về Quân đoàn 34.

### Đơn vị trực thuộc Cục
- Tiểu đoàn Hóa học 38, Bộ Tham mưu
- Đại đội Tác chiến điện tử 36, Bộ Tham mưu
- Tiểu đoàn Đặc công, Bộ Tham mưu
- Tiểu đoàn Vệ binh 100, Bộ Tham mưu
- Tiểu đoàn Trinh sát 46, Bộ Tham mưu
- Tiểu đoàn Thông tin 26, Bộ Tham mưu
- Bảo tàng Quân đoàn, Cục Chính trị
- Xưởng In, Cục Chính trị
- Viện Kiểm sát, Cục Chính trị
- Tiểu đoàn Vận tải 6, Cục Hậu cần[8]
- Tiểu đoàn Sửa chữa 79, Cục Kỹ thuật[9]
- Kho K174, Cục Kỹ thuật[10]

## Lãnh đạo qua các thời kỳ

### Tư lệnh
| TT | Họ tên Năm sinh–năm mất    | Thời gian đảm nhiệm | Cấp bậc tại nhiệm                                         | Chức vụ cuối cùng | Ghi chú                                                                      |
| -- | -------------------------- | ------------------- | --------------------------------------------------------- | --- | ---------------------------------------------------------------------------- |
| 1  | Hoàng Cầm (1920–2013)      | 1974–1981           | Thiếu tướng (1974) Trung tướng (1982) Thượng tướng (1987) | Tư lệnh Quân khu 4 (1982–1986) Chánh Thanh tra Bộ Quốc phòng (1987–1992)                                                  | Tư lệnh đầu tiên                                                             |
| 2  | Nguyễn Văn Quảng           | 1981–1982           | Đại tá                                                    | |                                                                              |
| 3  | Võ Văn Dần                 | 1982–1988           | Thiếu tướng                                               | |                                                                              |
| 4  | Vũ Văn Thược               | 1988–1991           | Thiếu tướng                                               | |                                                                              |
| 5  | Lê Văn Dũng (1945–)        | 1991–1995           | Thiếu tướng (1989) Trung tướng (1998) Thượng tướng (2003) | Đại tướng (2007) Tư lệnh Quân khu 7 (1995–1998) Tổng tham mưu trưởng (1998–2001) Chủ nhiệm Tổng cục Chính trị (2001–2011) | Ủy viên TW Đảng khóa 8,9,10 (1996–2011) Bí thư TW Đảng khóa 9,10 (2001–2011) |
| 6  | Nguyễn Minh Chữ (1946–)    | 1995–1999           | Thiếu tướng (1998)                                        | Phó Tư lệnh Quân khu 9 (1999–2006)                                                                                        |                                                                              |
| 7  | Nguyễn Năng Nguyễn (1949–) | 1999–2004           | Thiếu tướng (1999) Trung tướng (2004)                     | Phó Tổng Tham mưu trưởng (2004–2010)                                                                                      |                                                                              |
| 8  | Nguyễn Văn Thành (1951–)   | 2004–2010           | Thiếu tướng (2004) Trung tướng (2010)                     | Phó Tổng Tham mưu trưởng (2010–2011)                                                                                      |                                                                              |
| 9  | Nguyễn Hoàng (1957–)       | 2010–2013           | Thiếu tướng (2010)                                        | Phó Tư lệnh Quân khu 9 (2013–2017)                                                                                        |                                                                              |
| 10 | Võ Trọng Hệ (1958–2017)    | 2013–2016           | Thiếu tướng (2013)                                        | Phó Giám đốc Học viện Quốc phòng (2016–2017)                                                                              |                                                                              |
| 11 | Phạm Xuân Thuyết (1961–)   | 2016–2021           | Thiếu tướng (2017)                                        | |                                                                              |
| 12 | Lương Đình Lành(1968)      | 2021–10/2022        | Thiếu tướng (2021)                                        | |                                                                              |
| 13 | Lê Văn Hướng               | 10/2022 đến 12/2024 | Thiếu tướng (2023)                                        | |                                                                              |

### Chính ủy, Phó Tư lệnh về Chính trị
| TT | Họ tên Năm sinh–năm mất     | Thời gian đảm nhiệm | Cấp bậc tại nhiệm                                         | Chức vụ cuối cùng | Ghi chú                                               |
| -- | --------------------------- | ------------------- | --------------------------------------------------------- | --- | ----------------------------------------------------- |
| 1  | Hoàng Thế Thiện (1922–1995) | 1975–1977           | Thiếu tướng (1974)                                        | Thứ trưởng Thường trực Bộ Lao động – Thương binh và Xã hội (1982–1989) | Chính ủy đầu tiên                                     |
| 2  | Hoàng Cầm (1920–2013)       | 1977–1980           | Thiếu tướng (1974) Trung tướng (1982) Thượng tướng (1987) | Tổng Thanh tra Quân đội (1987–1992) | Tư lệnh kiêm Chính ủy                                 |
| 3  | Phan Liêm                   | 1980–1983           | Đại tá                                                    | | Phó Tư lệnh về Chính trị                              |
| 4  | Hoàng Kim                   | 1983–1988           | Thiếu tướng (1979)                                        | |                                                       |
| 5  | Nguyễn Ngọc Doanh           | 1988–1990           | Thiếu tướng                                               | |                                                       |
| 6  | Nguyễn Minh Chữ (1946–)     | 1991–1995           | Thiếu tướng(1992)                                         | Phó Tư lệnh Quân khu 9 (1999–2006) |                                                       |
| 7  | Lưu Phước Lượng (1947–)     | 1995–2003           | Thiếu tướng (1996) Trung tướng (2004)                     | Phó Tư lệnh về chính trị Quân khu 9(2003–2006) |                                                       |
| 8  | Nguyễn Văn Năm              | 2003–2007           | Thiếu tướng (2003)                                        | | Phó Tư lệnh về Chính trị                              |
| 9  | Lê Thái Bê (1957–)          | 2007–2010           | Thiếu tướng (2008) Trung tướng (2012)                     | Chính ủy Trường Sĩ quan Lục quân 2 (2010–2017) | Chính ủy                                              |
| 10 | Nguyễn Trọng Nghĩa (1962–)  | 2010–2012           | Thiếu tướng (2009) Trung tướng (2013) Thượng tướng (2017) | Chính ủy Sư đoàn 5, Phó Chủ nhiệm Chính trị QK7(2008–2010) Phó Chủ nhiệm Tổng cục chính trị Quân đội nhân dân Việt Nam (2012–2021) Trưởng ban Tuyên giáo Trung Ương (2021-nay) | Ủy viên TW Đảng (2016–2021) Bí thư TW Đảng (2021-nay) |
| 11 | Hoàng Văn Nghĩa (1963–)     | 2012–2016           | Thiếu tướng (2014) Trung tướng (2019)                     | Phó Chủ nhiệm Ủy ban Kiểm tra Quân ủy Trung ương(2016– nay) |                                                       |
| 12 | Phạm Tiến Dũng              | 2016–8.2017         | Thiếu tướng (2016)                                        | Chính ủy Học viện Chính trị (Quân đội nhân dân Việt Nam) (8–2017 – nay) |                                                       |
| 13 | Nguyễn Xuân Sơn             | 8.2017– 3.2020      | Thiếu tướng (2018)                                        | Chính ủy Trường Sĩ quan Lục quân 2 (2020 – nay) |                                                       |
| 14 | Trương Ngọc Hợi             | 3.2020–nay          |                                                           | |                                                       |

## Tham mưu trưởng qua các thời kỳ
- 1974–1977, Hoàng Nghĩa Khánh, Trung tướng(1982) Cục trưởng Cục Tác chiến (1979–1991)
- 1979–1985, Vũ Cao, Trung tướng (1992), Cục trưởng Cục Tác chiến (1991–1996)
- 1985–1987, Lê Nam Phong, Trung tướng (1988)
- 1987–1990, Nguyễn Văn Hồng, Đại tá
- 1990–8.1993 Nguyễn Hữu Mão    Nguyên sư trưởng sư đoàn 7 quân  hàm đại tá  lúc đó ông mới 35 tuổi vào năm 1985
- 9.1993–7.1997, Đào Văn Lợi, Trung tướng(2003) Giám đốc Học viện Lục quân (Việt Nam)(2000–2008)
- 8.1997–1999, Huỳnh Ngọc Sơn,Trung tướng (2005), Thượng tướng (2015) Phó Chủ tịch Quốc hội (2007–2016).
- 1998–2004, Mai Đại Từ, Thiếu tướng (2006), phó hiệu trưởng Trường Sĩ Quan Lục Quân 2 (2004–2010)
- 1999–2004, Nguyễn Văn Thành, Trung tướng (2010) Phó Tổng Tham mưu trưởng (2010–2011)
- 2007–2011, Trần Trọng Ngừng, Thiếu tướng(2011) phó hiệu trưởng Trường Sĩ Quan Lục Quân 2 (2011–2015)
- 2011–2014, Phạm Xuân Trạo, Thiếu tướng(2014) nguyên Sư trưởng Sư đoàn 9,phó hiệu trưởng Trường Sĩ Quan Lục Quân 2(2014–2019)
- 2014–12.2018, Lê Đức Thảo , Thiếu tướng(2019) phó hiệu trưởng Trường Sĩ Quan Lục Quân 2 (2019–nay)
- 1.2019–6.2021, Lương Đình Lành, Thiếu tướng (6-2021). nguyên Sư đoàn trưởng Sư đoàn 9
- 7.2021–10.2022, Lê Văn Hướng, nguyên Sư đoàn trưởng Sư đoàn 9.
- 10/2022- 3/2024  Đỗ Văn Lực, nguyên Sư đoàn trưởng Sư đoàn 309.
- 4/2024- nay, Trần Công Đức, Nguyên Sư đoàn trưởng Sư đoàn 9.